# Dromeo de Estínfalo
Dromeo de Estínfalo (en griego antiguo: Δρομεύς, romanizado: Dromeus) fue un deportista griego de Estínfalo que dos veces obtuvo una victoria en los Juegos Olímpicos en la Olimpiada 74.º (484 a. C.), en la modalidad de dólico, una carrera larga a pie de longitud variable, pero en años desconocidos. También ganó en los Juegos Píticos dos veces, en los Juegos Ístmicos tres veces y en los Juegos Nemeos cinco veces. En Olimpia se le levantó una estatua, obra de Pitágoras de Regio. Pausanias dice que fue el primero que se alimentó de carne, ya que los atletas sólo comían queso «de cesta» (queso fresco). Se le menciona como periodónice.